# Louis Mouttet
Louis Guillaume Mouttet nacido en Marsella, Francia 6 de octubre de 1857. Funcionario colonial francés, se desempeñó como gobernador de Costa de Marfil en 1898 y de Guayana Francesa 1898-1901. Nombrado gobernador de Martinica en 1901, pereció junto a su esposa en la erupción del Monte Pelée en 1902.

## Carrera Temprana
Nacido en el seno de una familia de hugonotes agricultores originarios de Marsella, Mouttet abrazó ideas socialistas radicales desde muy temprana edad. Considerado como extrema izquierda, contribuyó artículos para el socialist review que condenaba a Benoît Malon. Estudió Derecho en París y trabajó brevemente como sub-editor del diario Le Patrie antes de convertirse en secretario de la sociedad histórica de París, con un carácter un poco más moderado en sus anuncios. En 1886 Mouttet se incorporó en el servicio Colonial Francés con el apoyo de Félix Faure y fue enviado a Senegal en mayo de 1887 como diputado de clase principal. Gracias a su iniciativa y habilidades, ganó rápidamente la Secretaria del Interior Colonial. En mayo de 1889 es enviado a la Indochina Francesa como jefe del gabinete del gobernador general Jules Picquet. En 1890 se casó con Marie de Coppet (1867-1902), sobrina del diputado de Le Havre Jules Siegfried, en septiembre es nombrado Caballero de la legión de Honor. En 1892 es nombrado ministro de asuntos Internos de Guadalupe y nombrado para el mismo cargo en Senegal en 1894. Logró ser electo gobernador de Senegal en 1895. Durante su gestión logró fusionar a Senegal, Costa de Marfil, Sudán Francés y a Guinea en la organización Francesa del África Occidental.
Promovido como gobernador de Costa de Marfil en 1896 y luego como comisionado de la colonia en 1897. Durante su breve mandato organizó la educación gratuita de la colonia en el territorio. Muy bien calificado por sus superiores, recibió en ascenso a Comisionado en Jefe de a Guayana Francesa en 1898. A pesar de que el clima del territorio y la mala infraestructura del penal no eran de su agrado, su estancia allí fue notable en sí mismo. Debido a su parte en la actuación de la liberación del capitán Alfred Dreyfus, Mouttet fue nombrado gobernador del departamento de Ultramar de Martinica en octubre de 1900. Con un claro afecto por el clima tropical de la isla, Mouttet consideró este como la culminación de su ciclo en el servicio colonial francés.

## Gobernador de Martinica
Después de tomar posesión de su cargo en junio de 1901 y su familia estableciéndose de manera definitiva en Fort-de-France, Mouttet fue capturado por la política local. Aunque la oligarquía colonial blanca había logrado conservar su poder económico después de la abolición de la esclavitud en 1848 y la posterior aplicación del derecho de voto a todos los ciudadanos franceses en 1871, las tensiones entre ellos y la burguesía de clase media de color aún permanecía. El 11 de mayo de 1902 debía llevarse a cabo la elección para elegir la cámara de diputados y la campaña envolvió al nuevo gobernador. Sin embargo, surgió un problema aún más grande.
Entre 1901 y 1902 la gente de la isla se percataba que el gran monte volcán de Martinica bautizado como Monte Pelée estaba despertando, produciéndose vapores de humo de emanaban del núcleo del volcán. Para febrero de 1902 se sentía en toda la isla los temblores de tierra, que se hicieron más frecuentes los meses siguientes. El 23 de abril, el Monte Pelee envió grandes nubes de ceniza y humo oscuro, haciendo que el terreno se hiciera más caliente lo que provocó que la fauna que habitaba la montaña, bajara a la ciudad ocasionando molestias en el pueblo.
El 5 de mayo hizo erupción el monte en San Pedro y el 7 de mayo Mouttet delegó su cargo al secretario general colonial, se despidió de su esposa y de sus hijos y abordó el Topaze SS rumbo a Saint Pierre. A su llegada, convocó a una reunión con la comisión científica de la isla. Después de debatir durante horas, se concluyó que no existía ningún peligro para la isla.

## Erupción del Monte Pelée
El 8 de mayo a las 7:15 Mouttet abordó un buque de vapor y se dirigió rumbo a Precheur junto a otros miembros de la comisión a una milla al sur del Monte Pelee, donde él y los demás miembros de la comisión decidían si era necesario para ser evacuados. A las 8:02 el Monte Pelée hizo erupción. A una velocidad de 120 km/h arrasó todos los pueblos a su paso. El buque de vapor que transportaba a Mouttet y a los jefes de la comisión fue aplastado e incendiado por la lava. Mouttet quién había logrado saltar momentos antes murió ahogado, mientras que su esposa que se encontraba en un hotel de Saint Pierre, murió también por la oleada de lava.

## Legado
Históricamente, la imagen de Mouttet fue fuertemente criticada por la opinión pública debido a su negativa de evacuar la ciudad con el fin de no alarmar a la opinión pública o dar argumentos a la oposición local, en una situación que exige una acción urgente. Sin embargo, también hubiese sido muy difícil evacuar a 30.000 personas en toda la isla, al igual que la opinión que le fue dada por su comisión que le hizo creer que el volcán no haría erupción. Los Mouttet hoy en día se sitúan en Martinica, Trinidad y Tobago y en Venezuela.
- Datos: Q3262759
- Multimedia: Louis Mouttet / Q3262759